# Saint-Benoît, Ain
Saint-Benoît är en kommun i departementet Ain i regionen Auvergne-Rhône-Alpes i östra Frankrike. Kommunen ligger  i kantonen Lhuis som ligger i arrondissementet Belley. Kommunens areal är 21,65 km². År 2018 hade Saint-Benoît 840 invånare.

## Befolkningsutveckling
Antalet invånare i kommunen Saint-Benoît
Referens: INSEE